# Šumski rasadnik
Rasadnik je posebno uređena površina tla, na kojem se kroz sustav tehnološko - tehničkih postupaka, proizvode sadnice za odgovarajuću gospodarsku granu (šumarstvo, pejzažnu arhitekturu, voćarstvo i dr.).
Šumski rasadnik služi za proizvodnju sadnica za pošumljavanje goleti, osnivanje plantaža, melioracije degradiranih šuma i šikara, erodiranih terena, jalovišta, i dr. 

## Povijest šumskih rasadnika
Prvu knjigu o rasadnicima pod nazivom “Seminarium” napisao je 1530. Charles Estienne. Nagli procvat rasadničarske proizvodnje počinje krajem 19. st. Većina rasadnika, danas proizvode i četinjače i listače, ukrasno drveće i grmlje. Ima i rasadnika koji su specijalizirani samo za jedno od toga, čak za samo jednu vrstu. Danas u svijetu, mnoge zemlje imaju razvijenu rasadničku proizvodnju, no za istaknuti je od europskih zemalja Nizozemsku i Dansku, te SAD. 
Razvoj rasadničke proizvodnje u Hrvatskoj, vezan je za početke pošumljavanja našega krša. Prvi rasadnik za proizvodnju šumskih sadnica osnovan je 1879.u Sv. Mihovilu na području Senja. Godišnji kapacitet bio je od 1.8 do 2.0 milijuna sadnica. Uglavnom su se proizvodile sadnice crnoga bora i nešto listača. Ubrzo poslije toga,  podizani su i ostali npr. rasadnik Kesten (u Senjskoj drazi), Podbadanj (Crikvenica) itd. Neki od nih su i danas aktivni (Podbadanj).Sve do kraja II. svjetskog rata šumske sadnice proizvode se u privremenim šumskim rasadnicima, u kojima se uglavnom radilo ručno. Najviše su se proizvodile sadnice četinjača, i to nepresađenice. Samo na području krša proizvodile su se, sadnice obloženog korijena. Najveći broj postojećih rasadnika osnovan je šezdesetih godina ovoga stoljeća. U njima je uvedena suvremena tehnologija proizvodnje. Velika pažnja se posvećuje porijeklu i kvaliteti sjemena, kontroli plodnosti tla te mjerama zaštite.

## Šumski rasadnici u Hrvatskoj
Našu rasadničku proizvodnju karakterizira veliki broj malih, slabo opremljenih i neravnomjerno raspoređenih rasadnika. Danas su registrirana 43 rasadnika s ukupnom površinom od 443 ha. U 26 rasadnika proizvode se četinjača i llistače, u 9 rasadnika samo listače, a u 8 samo četinjače. Više od polovice rasadnika ima bruto površinu manju od 10 ha, 6 rasadnika ima površinu od 15 do 20 ha, a 7 rasadnika ima preko 20 ha. 
Najveći rasadnici za proizvodnju listača (topole i vrbe) su: "Višnjevac" i "Topolje" u Upravi šuma Osijek, te "Zalužje" u Upravi šuma Vinkovci, a najveći rasadnici listača i četinjača su: "Hajderovac" u Upravi šuma Požega, "Zelendvor" u Upravi šuma Koprivnica, "Oštarije" Uprava šuma Ogulin i još neki manji rasadnici.  
Rasadnik Šumarskog fakulteta osnovan je 1922. na površini od 1 ha. Ta površina se s vremenom mijenjala, tako da fakultet danas raspolaže s rasadnikom Maksimir - Ravnice površine 2,5 ha i rasadnik Dotrščina površine 1 ha. Osnovna namjena tih rasadnika je podučavanje studenata šumarstva.

## Vrste šumskih rasadnika
- Privremeni šumski rasadnici osnivaju se, gdje su površine za pošumljavanje ograničene. U njima se uglavnom proizvodi jedna ili dvije vrste drveća, a njihova površina se kreće od nekoliko ari do pola hektara. Po završetku pošumljavanja oni se napuštaju i osnivaju se novi.

- Stalni šumski rasadnici osnivaju se radi potreba za pošumljavanjem velikih područja u dužem razdoblju. U njemu se proizvodi veći broj drvenastih vrsta. Površina stalnih šumskih rasadnika je veća od nekoliko desetina hektara; radovi su mehanizirani, primjenjuju se mjere za održavanje plodnosti tla, potrebni su objekti (upravna zgrada, staklenici, garaže, hladnjače i dr.)

## Objekti u šumskim rasadnicima
Ako se radi o privremenom rasadniku, dovoljna je samo jedna drvena koliba, za spremanje najnužnijeg ručnog alata i sklonište za radnike u slučaju lošeg vremena. 
U stalnim rasadnicima kao i rasadnicima za proizvodnju parkovnih sadnica, osniva se kompletno ekonomsko dvorište sa svim neophodnim objektima:
- službene prostorije za upravitelja rasadnika i radnike,
- garaže za smještaj strojeva i oruđa,
- skladište za gorivo, pesticide, umjetno gnojivo,
- nadstrešnice za sortiranje, pakiranje, vezivanja, i sl.,
- prostorije s ormarima s radnike, kupaonice i sl.
- staklenici i plastenici različitih konstrukcija
- hladnjače za skladištenje mladih biljaka do prodaje ili isporuke kupcima, spremanje plemki i podloga i sl.